# Axevalla travbana
Axevalla travbana är en travbana cirka 8 kilometer öster om Skara alldeles i närheten av Axvall och Axevalla hed. Vid travbanan ligger även Västergötlands travsällskap.

## Om banan
Västergötlands Travsällskap bildades redan 1955, och året efter hade Axevalla travbana premiär. Den 12 augusti 1956 invigdes banan av landshövding Fritiof Domö, och under premiärdagen var ca 10 000 personer på plats.
Travbanan arrangerar ett 40-tal travdagar (2019), och är mest känt för helgen Trippeltravet, då storloppet Stochampionatet körs. Stochampionatet är öppet för 4-åriga svenska ston, och körs över 2640 meter (fram till 1978 över 3100 meter). Det första championatet vanns av Gösta Nordin med Goldhook år 1969. Två av segrarna i loppet, Queen L. (1990) och Ina Scot (1993), har båda vunnit Prix d'Amérique. Under helgen arrangeras även en löptävling runt banan som skämtsamt kallas SkoChampionatet.
Banan hade länge det längsta upploppet av alla travbanor i Sverige, på 227 meter. Sedan 2021 har Tingsrydtravet Sveriges längsta upplopp på 285 meter. Axevalla travbana har dock Sveriges längsta upplopp över en tusenmetersbana.
Den 27 februari 2010, då V75 arrangerades på banan, delades 67 312 633 kronor ut till en ensam vinnare, vilket är den högsta vinsten hittills.

## Kända profiler
En rad framgångsrika travtränare är, eller har varit hemmahörande på Axevalla.
- Åke Svanstedt, som hade Axevalla som hemmabana under 2001–2013 och vann under den tiden Elitloppet två gånger.
- Bröderna Anders och Rickard Svanstedt, som driver sina träningsstall på Bjertorps travcamp.
- Ulf Stenströmer, som bland annat vunnit Prix de France med Noras Bean.
- Sofia Aronsson, som bland annat tränat Anna Mix som deltagit i Prix d'Amérique.
- Pär Hedberg, som är huvudtränare för Stall Palema och bland annat tränar miljonhästen Southwind Feji.[11]